# 第11回ロサンゼルス映画批評家協会賞
第11回ロサンゼルス映画批評家協会賞は、ロサンゼルス映画批評家協会によって1985年の映画に贈られた映画賞である。1985年12月14日に発表され、授賞式は1986年1月23日に行われた。

## 受賞
- 主演男優賞:
  - ウィリアム・ハート – 『蜘蛛女のキス』

- 主演女優賞:
  - メリル・ストリープ – 『愛と哀しみの果て』

- 撮影賞:
  - 『愛と哀しみの果て』 - デヴィッド・ワトキン

- 監督賞:
  - テリー・ギリアム - 『未来世紀ブラジル』

- 作品賞:
  - 『未来世紀ブラジル』

- 外国映画賞:
  - 『乱』 ( 日本 フランス)
  - 『オフィシャル・ストーリー』 ( アルゼンチン)

- 音楽賞:
  - 『乱』 - 武満徹

- 脚本賞:
  - 『未来世紀ブラジル』 - テリー・ギリアム、トム・ストッパード、チャールズ・マッケオン

- 助演男優賞:
  - ジョン・ギールグッド - Plenty、The Shooting Party

- 助演女優賞:
  - アンジェリカ・ヒューストン - 『女と男の名誉』

- インディペンデント/実験映画・ビデオ賞:
  - ローザ・フォン・ブラウンハイム - Horror Vacui

- ニュー・ジェネレーション賞:
  - ローラ・ダーン

- 特別賞:
  - クロード・ランズマン - 『SHOAH ショア』